# Stazione di Capurso
La stazione di Capurso è una stazione della ferrovia Bari-Taranto. Serve il comune di Capurso, nella città metropolitana di Bari. È gestita dalle Ferrovie del Sud Est.

## Servizi
La stazione dispone di:
- Biglietteria a sportello e automatica
- Servizi igienici
- Area per l'attesa
- Accessibilità per portatori di handicap
- Parcheggio di scambio
- Capolinea autolinee extraurbane

## Movimento
Da giugno 2019 la stazione non è attiva per lavori: pertanto Ferrovie del Sud Est ha predisposto un servizio automobilistico sostitutivo.